# Gwendoline Yeo
Gwendoline See-Hian Yeo (chin. upr. 杨时贤, chin. trad. 楊時賢, pinyin Yáng Shíxián; ur. 10 lipca 1977 w Singapurze) – amerykańska aktorka pochodząca z Singapuru.

## Filmografia

### Filmy
- 2004: Code jako Kyra Chen (krótkometr.)
- 2005: Magia zwyczajnych dni (film TV)
- 2007: 7eventy 5ive jako detektyw Ann Hastings
- 2007: Niezwyciężony Iron Man jako Li Mei (głos, film DVD)
- 2007: Night Skies jako June
- 2008: Motel II: Pierwsze cięcie jako Panna Młoda

### Seriale
- 2001: Uziemieni jako Linda (1 odc.)
- 2003-04: Zatch Bell! jako Li-En (ang. dubbing, 3 odc.)
- 2004: Życie na fali jako Amy (1 odc.)
- 2004: Potyczki Amy jako Lisa Bart (1 odc.)
- 2005: 24 godziny jako Melissa Rabb (1 odc.)
- 2005: Nowojorscy gliniarze jako Ai Watanabe (1 odc.)
- 2006: Przerwany szlak (Broken Trail) jako Sun Foy[1] (2 odc.)
- 2006: Gotowe na wszystko jako Xiao Mei (9 odc.)